# The Troggs
The Troggs este o formație rock and roll din Marea Britanie, formată în 1964, care a avut o serie de hit-uri, printre cele mai cunoscute fiind "Wild Thing", "With a Girl Like You" și "I Can't Control Myself".

Formația s-a numit inițial "The Troglodytes"

## Membrii formației
- Reg Presley - n. Reginald Maurice Ball pe data de 12 iunie 1941 la 17 Belle Vue Road, Andover, Hampshire -vocalist principal
- Dave Wright - n. David Frederick Wright pe data de 21 ianuarie 1944 la Winchester, Hampshire - vocalist & chitară ritmică. Decedat la 10 octombrie 2008 la Royal Hampshire County Hospital, Winchester.
- Chris Britton - n. Charles Christopher Britton pe data de 21 ianuarie 1945 la Watford, Hertfordshire - chitară solo
- Pete Staples - n. Peter Lawrence Staples pe data de 3 mai 1944 la Andover War Memorial Hospital, Andover, Hampshire - bas
- Ronnie Bond - n. Ronald James Bullis pe data de 4 mai 1940 la Dene Road, Andover, Hampshire. Decedat la data de 13 noiembrie 1992 la Royal Hampshire County Hospital, Romsey Road, Winchester, Hampshire - baterie
- Tony Murray - n. Anthony Murray pe data de 26 aprilie 1943, la Dublin, Irlanda - bas

În 1965, formația a semnat un contract cu managerul formației The Kinks, Larry Page, care avea o casă de discuri proprie numită "Page One Records", dar au fost "împrumutați" casei de discuri CBS Records pentru discul de debut, "Lost Girl". 
În 1966, au avut un mare hit cu melodia "Wild Thing" (compusă de Chip Taylor), care și datorită faptului că a fost difuzată des la programul de televiziune "Thank You Lucky Stars" a ajuns pe locul 2 în Marea Britanie și pe locul 1 în SUA. Melodia, care se caracterizează printr-un riff de chitară "heavy" și care are un text puțin deșucheat, a devenit repede o melodie mult interpretată și de alte formații sau cântăreți, de exemplu Jimi Hendrix. Înregistrarea inițială a avut loc la Olympic Studios, la Londra, avându-l ca inginer de sunet pe Keith Grant. Este remarcabil faptul că rezultatul final al înregistrării a fost obținut după doar două încercări. 

## Influențe
Unele formații sau cântăreți garage rock și punk, de exemplu Iggy Pop, The Buzzcocks, The Ramones, MC5 spun că au găsit inspirație în sunetul formației "The Troggs".
Melodii ale formației au fost folosite pe benzile sonore ale unor filme, de exemplu "Anyway That You Want Me" (în interpretarea formației "Spiritualized") în filmul "Me and You and Everyone We Know sau "With a Girl Like You" în filmul lui Nicole Kidman "Flirting (1991).
O versiune puțin modificată a melodiei „Love Is All Around” a fost folosită în filmul Love Actually (2003).

## Discografie

### Albume

#### Albume de studio
- From Nowhere... The Troggs (1966) (Marea Britanie, locul 6)
- Wild Thing (1966) (SUA, locul 52)
- Trogglodynamite (1966) (Marea Britanie, locul 10)
- 'Cellophane (1967)
- Love is All Around (1968)
- Mixed Bag (1968)
- Contrasts (1970)
- Troggs (1975)
- Black Bottom (1982)
- AU (1990)
- Athens Andover (1992)

#### Albume din concert
- Trogglomania (1970)
- Live at Max's Kansas City (1981)

#### Compilații oficiale
- Best of The Troggs (1967) (Marea Britanie, locul 24)
- Best of The Troggs Volume II (1969)
- With a Girl Like You (1975)
- Vintage Years (1976)
- Hit Single Anthology (1991)
- Archeology (1967-1977) (1993)
- The EP Collection (1996)

### Single-uri
- Lost Girl (1966)
- Wild Thing (1966) (Marea Britanie, locul 2, SUA, locul 1)
- With A Girl Like You (1966) (Marea Britanie, locul 1, SUA, locul 9)
- I Can't Control Myself (1966) (Marea Britanie, locul 2, SUA, locul 43)
- Any Way That You Want Me (1966) (Marea Britanie, locul 8)
- Give It To Me (1967) (Marea Britanie, locul 12)
- Night Of The Long Grass (1967) (Marea Britanie, locul 17)
- Hi Hi Hazel (1967) (Marea Britanie #42)
- Love Is All Around (1967) (Marea Britanie, locul 5, SUA, locul 7)
- Little Girl (1968) (Marea Britanie, locul 37)
- Surprise Surprise (1968)
- You Can Cry If You Want To (1968)
- Surprise Surprise (1968)
- Hip Hip Hooray (1968)
- Evil Woman (1969)
- Easy Lovin' (1970)
- Lover (1970)
- The Raver (1970)
- Lazy Weekend (1971)
- Wild Thing (new version) (1972)
- Everything's Funny (1972)
- Listen To The Man (1973)
- Strange Movies (1973)
- Good Vibrations (1974)
- Wild Thing (Reggae version) (1975)
- Summertime (1975)
- (I Can't Get No) Satisfaction (1975)
- I'll Buy You An Island (1976)
- Feeling For Love (1977)
- Just A Little Too Much (1978)
- I Love You Baby (1982)
- Black Bottom (1982)
- Every Little Thing (1984)
- Wild Thing '89 (1989)
- Don't You Know (1992)
- Wild Thing [1] (1992)
- Wild Thing [2] (1993) (Marea Britanie, locul 69)

- [1] de The Troggs cu colaborarea lui Oliver Reed și Hurricane Higgins
- [2] de The Troggs cu colaborarea lui Wolf